# 테레세 메르켈
테레세 메르켈(Therese Merkel, 1970년 4월 18일 ~ )은 스웨덴의 가수, 배우이다.